# 1448 Lindbladia
1448 Lindbladia è un asteroide della fascia principale del diametro medio di circa 20,65 km. Scoperto nel 1938, presenta un'orbita caratterizzata da un semiasse maggiore pari a 2,3720957 au e da un'eccentricità di 0,1853673, inclinata di 5,81244° rispetto all'eclittica.
Fa parte della famiglia di asteroidi Erigone.
L'asteroide è dedicato all'astronomo svedese Bertil Lindblad.